# Halectinosoma pilosum
Halectinosoma pilosum is een eenoogkreeftjessoort uit de familie van de Ectinosomatidae. De wetenschappelijke naam van de soort is voor het eerst geldig gepubliceerd in 1999 door Clément & Moore.